# Chất chủ vận nội sinh
Trong dược lý, chất chủ vận nội sinh của một thụ thể là một hợp chất được cơ thể tự sản xuất, có thể liên kết và kích hoạt thụ thể đó. Ví dụ, chất chủ vận nội sinh chính của thụ thể serotonin là serotonin, và chất chủ vận nội sinh chính của thụ thể dopamine là dopamine.
Nói chung, các thụ thể của các chất dẫn truyền thần kinh phân tử nhỏ như serotonin sẽ chỉ có một chất chủ vận nội sinh, nhưng thường có nhiều phân nhóm thụ thể khác nhau (ví dụ: 13 thụ thể khác nhau của serotonin). Mặt khác, các thụ thể neuropeptide có xu hướng ít phân nhóm hơn, nhưng có thể có một số chất chủ vận nội sinh. Điều này cho thấy mức độ phức tạp cao trong hệ thống truyền tín hiệu của các cơ quan và ở các mô khác nhau thường phản ứng khá khác nhau với một phối tử nhất định. Một số chất đối kháng nội sinh và chất chủ vận nghịch cũng được biết đến (ví dụ, axit kynurenic đối với thụ thể NMDA), nhưng chúng ít phổ biến hơn nhiều.